# Егорова, Лариса Ильинична
Лари́са Ильи́нична Его́рова (род. 5 марта 1949 года) — бурятская и российская театральная актриса, Народная артистка Бурятской АССР,  Заслуженная артистка РСФСР (1982), Народная артистка России (1997).

## Биография
Лариса Егорова родилась 5 марта 1949 года в улусе Шанага Бичурского района Бурят-Монгольской АССР. После школы поступила в студию при Бурятском академическом театре драмы им. Х. Намсараева и по окончании учёбы вошла в труппу театра.
Во время учёбы в студии сыграла свою первую роль в кино — в фильме Бараса Халзанова  «Последний угон», вышедшем на экран в 1968 году.
В театре Егорова дебютировала в роли десятиклассницы Наташи в спектакле «Звёздочки южные» Н. Бурлака и И. Плахтина. Зрители сразу заметили и полюбили молодую, красивую и талантливую актрису. Большую помощь в становлении актрисы оказали старшие коллеги по театру.
Особо ей удавались роли в тех спектаклях, где надо было петь и танцевать. Пластичная и музыкально одарённая актриса запомнилась надолго театральным зрителям в таких спектаклях, как «Мой брат играет на кларнете», «Озорная молодость», в пьесе монгольского драматурга  Ч. Лодойдамбы  «Пять пальцев руки».
Этапным в творчестве Егоровой стала роль Нилы Снежко в пьесе А. Салынского «Барабанщица». В 1975 году с этой ролью она с театром ездила на гастроли в Москву. Не менее важным в её карьере была заглавная роль в спектакле  «Бальжин хатан» по пьесе Доржи Эрдынеева.
За заслуги перед бурятским театральным искусством Ларисе Егоровой было присвоено звание Народной артистки Бурятской АССР. В 1981 году она сыграла сложную роль в спектакле  "Материнское поле" по произведению киргизского писателя Ч. Айтматова. Этой ролью актриса особо гордится.
В 1982 году ей присвоено звание Заслуженной артистки РСФСР.
Попробовала Егорова себя и в иной роли: открыв свой театр «Дангина», в качестве режиссёра поставила несколько спектаклей, в которых также сыграла роли.
В 1997 году ей присвоено звание Народной артистки Российской Федерации. За вклад в развитие современного театрального искусства и общественную деятельность в 2004 году Л. И. Егорова удостоена высокой государственной награды – ордена Дружбы.
Играла она и в Монгольском драматическом театре им. Нацагдорджа. В настоящее время — член художественного совета Бурятского академического театра им. Х. Намсараева.

## Роли в театре
- Наташа («Звездочки южные» Н. Бурлака)
- Мамаева («На всякого мудреца довольно простоты» А.Н. Островского)
- Нила («Барабанщица» А.Д. Салынского)
- Цзян Цин («Катастрофа» Д. Батожабая)
- Донька («Ленушка» Л. Леонова)
- Толгонай («Материнское поле» Ч. Айтматова)
- Бальжин-Хатан в одноимённом спектакле по пьесе Д. Эрдынеева
- Аркадина («Чайка» А. Чехова)
- Агазия («Не бросай огонь, Прометей!» М. Карима)
- Софья («Последние» М. Горького)
- Оливия («Двенадцатая ночь» В. Шекспира)
- Медея в одноимённой пьесе Ж. Ануйя
- Гонерилья («Король Лир» В. Шекспира)
- Түмэн-Жаргалан в героическом эпосе «Гэсэр»
- Филумена («Женщина, не знавшая слез» по пьесе Э. де Филиппо)
- Камала («Сиддхарта» Гессе)
- Ольга («Его алмазы и изумруды» С. Лобозерова)

## Фильмография
- Последний угон — Мэдэгма

## Награды и звания
- Народная артистка Бурятской АССР
- Премия Республиканского комсомола Бурятской АССР (1976)
- Заслуженная артистка РСФСР (1982)
- Народная артистка РФ (1997)
- Орден Дружбы (2004)
- Орден Чингисхана (Монголия)[3]